# ام. باترفلای
ام. باترفلای (انگلیسی: M. Butterfly) فیلمی در ژانر رمانتیک، درام و جاسوسی به کارگردانی دیوید کراننبرگ است که در سال ۱۹۹۳ منتشر شد. از بازیگران آن می‌توان به جرمی آیرونز، جان لون، باربارا سکووا و ورنون دوبتچف اشاره کرد.